# VfB Speldorf
VfB Speldorf es un club de fútbol alemán, originario de la ciudad de Mülheim an der Ruhr, Renania del Norte-Westfalia. Actualmente milita en la Landesliga Niederrhein, una liga amateur reginoal (sexta  división alemana).

## Historia
La asociación se formó el 19 de enero de 1919 como el sucesor comprobar la validez de la Primera Guerra Mundial lateral Sport-Club Prueßen Speldorf, que era en sí mismo el sucesor de Ballverein Rheinland Speldorf. Más tarde ese mismo año el club se fusionó con el Club de Fußball Rheinland Speldorf para convertirse Verein für Bewegungsspiele Speldorf.
El equipo jugó en gran medida como un lado local y en 1933 adoptó el nombre VfB Mülheim-Speldorf. Capturaron títulos consecutivos en el Berziksklasse Niederrhein (II) en 1935 y 1936 y participaron en las eliminatorias de promoción de la Gauliga Niederrhein, pero no tuvieron éxito en su intento de avanzar. A finales de la Segunda Guerra Mundial, el VfB jugó como parte del club en tiempos de guerra Kriegspielgemeinschaft Mülheim / Broich junto Turn- und Spielverein Broich 1885 (1943-1945), antes de reanudar su identidad separada después del conflicto.
A partir de los años 40 en hasta mediados de los años 50 Speldorf compitió en el tercer nivel Landesliga Niederrhein como un lado mediocre hasta estallar en 1956 y capturar el título de la división. Posteriormente, el equipo pasó a finales de aficionados nacional donde fueron golpeados 2: 3 de SpVgg Neu-Isenburg. Les fue mal la próxima temporada después de su avance a la Liga 2.-West (II) y fueron relegados inmediatamente. Pasaron cuatro temporadas más en el Landesliga antes de deslizarse fuera de la vista en la competencia local. VfB resurgió en el Amateurliga Niederrhein (III) en 1969 para una vuelta de la tercera temporada antes de volver a la rebelde, seguido de una sola aparición cameo en la temporada Amateuroberliga Nordrhein (III) en 1983-84. Más recientemente Speldorf regresó a las filas profesionales en la Oberliga Nordrhein (IV) en 2005.
El club juega actualmente en el nivel seis Landesliga Niederrhein después del descenso de la Oberliga Niederrhein en 2014.

## Palmarés
- Bezirksklasse Niederrhein (II)
  - Campeones: 1934, 1935
- Landesliga Niederrhein (III)
  - Campeones: 1956, 1969
- Verbandsliga Niederrhein (VI)
  - Campeones: 2005, 2009
- campeonato aficionado alemán
  - Subcampeones: 1956
- Bajo Rin Copa
  - Ganadores: 2009

## Estadio
Los partidos en casa se jugaron en el estadio Stadion am Weg de papel secante que tiene capacidad de 2.500 espectadores. Como parte de la reestructuración en 2004, una pequeña tribuna cubierta fue construida. En 2010, el estadio fue demolido.
La ciudad de Mülheim an der Ruhr y el VfB Speldorf han preparado para el traslado del club a la Ruhrstadion para la temporada 2008-09. La nueva sede tiene 6.000 y está mejor servido por una infraestructura urbana bien desarrollada que es el sitio actual. El Ruhrstadium fue el estadio del FC 
1. Mülheim en los años 70 durante la que los clubes se convierten en la 2. Bundesliga.